# 한상기 (농학자)
한상기(韓相麒, 1933년 8월 12일 ~ )는 대한민국의 식물학자이다.

## 학력
- 1965년 ~ 1967년 미시간 주립 대학교 대학원 식물유전육종학 박사
- 1957년 ~ 1959년 서울대학교
- 1953년 ~ 1957년 서울대학교농학 학사
- 1950년 ~ 1953년 대전고등학교
- 1947년 ~ 1950년 대전중학교
- 1944년 ~ 1947년 청남초등학교
- 1942년 ~ 대흥초등학교
- 1941년 ~ 청남초등학교

## 경력
- 2009년 영국 생물학회 펠로우
- 1998 미국 조지아 대학교 원예학과 명예교수
- 1993년 미국 작물학회 펠로우
- 1992년 ~ 1994년 농촌진흥청 명예연구원
- 1991년 ~ 1997년 국제원예학회 최고위원회 위원
- 1991년 ~ 1997년 국제 구근작물학회 회장
- 1991년 ~ 1994년 나이지리아 국제열대농학연구소(IITA) 명예부장
- 1990년 ~ 1997년 아프리카 생물공학 네트워크 사무총장
- 1990년 ~ 1994년 나이지리아 생물학술원 펠로우
- 1990년 나이지리아 생물학술원 창설위원
- 1989년 ~ 1994년 미국 코넬대학교 식물육종 및 생물통계학과 명예 식물육종학 교수
- 1988년 ~ 1991년 나이지리아 국제열대농학연구소(IITA) 안전대책위원회 위원
- 1987년 ~ 1991년 나이지리아 국제열대농학연구소(IITA) 구근작물 및 식용바나나개량부 부장
- 1984년 ~ 2009년 영국왕립생물학술원 펠로우
- 1984년 ~ 1998년스웨덴 국제과학재단(IFS) 과학 자문위원
- 1983년 ~ 1993년 나이지리아 국제열대농학연구소(IITA) 최고경영위원회 위원
- 1979년 ~ 1995년 국제구근작물학회 아프리카 브랜치 최고위원
- 1979년 국제구근작물학회 아프리카 브랜치 창설위원
- 1978년 ~ 1998년 미국 원예학회 회원
- 1974년 ~ 1987년나이지리아 국제열대농학연구소(IITA) 구근작물부 부장
- 1972년 ~ 1974년 나이지리아 국제열대농학연구소(IITA) 구근작물부 소장보
- 1971년 나이지리아 국제열대농학연구소(IITA) 구근작물개량 연구원
- 1966년 미국 작물학회 회원
- 1965년 ~ 1971년 서울대학교 농과대학 조교수
- 1961년 ~ 1965년 농촌진흥청 상임평가위원
- 1961년 ~ 1965년 서울대학교 농과대학 전임강사
- 1960년 ~ 1961년 미국 미네소타대학교 교환교수

## 수상
- 2011 제66회 한국문인 신인문학상
- 2006 브라질 환경부장관 공로상
- 1992 상허대상
- 1982 대통령 표창
- 1982 영국 기네스 과학공로상

## 저서
- 1968년 《과학도를 위한 통계학》
- 1990년 《구근작물종합방제》
- 1990년 《신비의 땅 아프리카》
- 1999년 《아프리카 아프리카》
- 2006년 《나는 나무야》
- 2007년 《구를도 가는 길이》
- 2010년 《AFRICA 아프리카 사람 아프리카 격언》
- 2014년 《아프리카, 광야에서》
- 《작물의 고향》. 에피스테메. 2020년. ISBN 9788920037559

## 생애 및 업적
한상기 박사는 아프리카의 주식인 카사바의 품종 개발과 보급으로 아프리카의 식량 문제를 개선한 농학자다.
그는 1933년 충남 청양 출생으로 서울대학교 농학과에서 학사, 석사학위를 받으며 농학자의 길에 들어섰다. 식물육종학에 관심을 갖고 있었으나 스승인 지영린 교수의 권유로 대학원에서는 잡초학을 전공했다. 그는 1959년 “수원지방에서 있어서의 경지 잡초에 관한 조사연구”라는 논문을 써 한국 최초의 잡초학 석사학위를 받았다. 이후 농학과 조교로 있던 중 미네소타프로젝트에 의해 1960년 특별대학원생으로 선발되어 미네소타대학에서 1년간 식물육종학을 배웠다. 1965년 미국 미시간주립대학의 박사과정으로 입학하여 그래피우스(John E. Grafius) 교수의 지도하에 본격적으로 식물유전육종학을 연구했고, 1967년 “Resistance of barley (Hordeum vulgare L. Emend. Lam.) to cereal leaf beetle (Oulema melanopus L.)”이라는 논문으로 박사학위를 취득하고 돌아와 1971년까지 서울대 농학과 교수로 활동했다. 
1971년 나이지리아에 국제열대농학연구소가 설립되자, 그는 연구원 모집에 지원하여 교수직을 그만두고 아프리카로 향했다. 연구소에서의 첫 임무는 아프리카 주식인 카사바의 육종연구였다. 카사바는 한 번도 접해 보지 못한 그에게는 생경한 작물로 문헌 조사부터 시작하여 원산지가 브라질인 것과 그곳에 카사바 권위자인 놀만하(E. S. Normanha) 박사가 있다는 것을 찾아냈다. 곧바로 그는 놀만하가 있는 브라질로 건너가 카사바 육종에 대한 다양한 정보와 브라질의 카사바 종자까지 얻게 됐다. 연구소로 돌아온 그는 아프리카의 재래종 카사바 종자를 수집하고, 브라질에서 가져온 종자를 계통 육종하며 본격적인 신품종 개발에 착수했다.
1973년 카사바에 박테리아병과 바이러스병이 발생하면서 나이지리아를 비롯한 아프리카 전역의 기근이 더욱 심각해졌다. 이에 그는 신품종의 연구 방향을 내병다수성 카사바 육종으로 정했고, 1976년 브라질에서 가져온 야생 카사바와 재래종 카사바를 교잡하여 병에 강하며 수확량도 많은 이른바 ‘슈퍼 카사바’ 개발에 성공했다. 그의 카사바는 나이지리아 정부의 무관심으로 농가로의 보급이 어려운 상태였다. 그런데 때마침 나이지리아의 산유 지역에 영국의 석유회사인 Shell과 BP가 들어와 있었는데, 이 지역의 카사바가 병에 걸려 노동자들이 폭동을 일으킬 수 있는 상황이 되자, 두 회사는 그에게 도움을 요청했고 기존 카사바를 신품종으로 대체하면서 식량 문제를 해결했다. 이를 계기로 슈퍼 카사바의 우수성이 농민들에게 자연스럽게 알려지게 되었고, 나이지리아 대통령은 직접 그에게 서한까지 보내 보급을 요청하기까지 했으며, 아프리카 17개국에 보급되기 시작했다. 
그는 국제열대농학연구소 구근작물부에 근무하면서 얌, 고구마, 식용바나나의 육종 및 보급에도 힘썼다. 마과 식물인 얌은 5품종을 개량하여 21개국에 보급했으며, 고구마는 33품종을 개량하여 66개국에 보급했고, 식용바나나는 8개의 품종을 선발 육종하여 8개국에 보급했다. 한편, 그는 꾸준히 연구 활동을 하면서 아프리카의 농업을 이끌 젊은 농학인 육성에도 앞장섰다. 미국 국제개발처(USAID)와 같은 국제기구의 지원과 협력을 끌어내어 아프리카의 농학도에게 육종연구를 할 수 있게 기회를 제공했다. 그밖에 아프리카 각지에 농업연구소 설립을 주도하고, 세계적인 학자들을 아프리카로 초청하여 국제 교류의 장을 마련하기도 했다.
그는 카사바를 개발한 공로로 영국 기네스 과학공로상, 대한민국 대통령 표창, 벨지움 보드윈왕상을 수여했고, 아프리카를 대표하는 농학자로 아프리카 생물공학 네트워크 사무총장, 국제 구근작물학회 회장, 나이지리아 생물학술원 창설위원 등으로 활동했다. 그리고 1983년에는 나이지리아 정부로부터 이키레읍 추장으로 추대되며 아프리카인들의 인정을 받았다.
한상기 박사는 아프리카의 식량난 해소에 기여한 세계적인 작물육종학자다. 그는 슈퍼 카사바를 개발하고, 얌, 고구마, 식용바나나를 개량하여 보급까지 진행하면서 기아의 땅인 아프리카에 희망의 씨앗을 뿌려주었다.